# رجاء بلمليح
رجاء بلمليح (22 أبريل 1962 - 2 سبتمبر 2007)، مغنية مغربية راحلة.

## المسيرة الفنية

### البداية
كانت بداية رجاء بلمليح الفنية مطلع الثمانينات من خلال مشاركتها في مسابقة كبرى للغناء نظمت تحت اسم «أضواء المدينة»، بإشراف المنتج المغربي حميد العلوي، وفازت بالجائزة الأولى. وتعاملت مع كبار الملحنين المغاربة ومن بينهم: المفضل العذراوي، أحمد البيضاوي، عبد القادر الراشدي، عبد الله عصامي وحسن القدميري وفي مطلع التسعينات انتقلت إلى مصر، وحققت نجومية كبرى من خلال أغنية «صبري عليك طال»، الذي تعاملت فيها مع الملحن حميد الشاعري، ثم توالت ألبوماتها الغنائية في مصر ومنها «يا غايب» و«شوق العيون». وكانت تستعد لإصدار شريط باللهجة المصرية بعد نجاح ألبومها الخليجي «حاسب».
وتتمتع بمكانة كبيرة في قلوب أهل الإمارات، فهي أقامت لعدة سنوات في العاصمة أبوظبي، كما أنها واظبت خلال مسيرتها الفنية على أداء الأغنيات الخليجية، لا سيما تلك التي كتب كلماتها الشيخ زايد بن سلطان آل نهيان.

### الألبوم الأول
عام 1987 أصدرت بلمليح أول البوم لها بعنوان «يا جار وادينا»، ضم عدداً من الأغنيات منها «مدينة العاشقين» و«الحرية»، و«أطفال الحجارة». ثم أصدرت ألبوما آخر بعنوان «هكذا الدنيا تسامح»من الحان الاستاذ الكبير طلال مداح.
وفي مطلع التسعينيات انتقلت إلى مصر، حيث كانت لها انطلاقة جديدة أثمرت ألبوم «صبري عليك طال» الذي تعاملت فيه مع الملحن حميد الشاعري، ثم ألبومي «يا غايب» و«اعتراف». ومن بين الملحنين المصريين الذين تعاملت معهم جمال سلامة ومحمد ضياء وحلمي بكر وصلاح الشرنوبي.

## حياتها الخاصة
تزوجت من المصري محمد شرف الدين ولها ابن وحيد اسمه عمر.

## الوفاة
توفيت رجاء بلمليح ظهيرة يوم الأحد الموافق الثاني من سبتمبر 2007 في المغرب بسبب إصابتها بسرطان الثدي عن عمر يناهز الـ45 عاماً ودفنت بمقبرة الشهداء في الدار البيضاء، وقد حضر عدد كبير من الفنانين ومسؤولي الدولة جنازتها التي ترأسها الوزير الأول المغربي إدريس جطو بالإضافة إلى محافظ الدار البيضاء وحمد عيسى أبو شهاب سفير دولة الإمارات بالرباط، على اعتبار أنها تحمل الجنسية الإماراتية.
بعث العاهل المغربي الملك محمد السادس رسالة تعزية إلى عائلتها، كما اتصل مدير ديوانه رشدي الشرايبي بأبيها وأفراد عائلتها لمواساتهم.

## جوائز
حصلت الراحلة على مجموعة من الجوائز وشهادات التقدير:
- 1990: شهادة تقدير من مهرجان الأغنية بليبيا.
- حصلت على شهادات مماثلة من مهرجان القاهرة الدولي للأغنية، ومهرجان الموسيقى العربية بدار الأوبرا المصرية، ومهرجان الأغنية التونسية، وذلك في عامي 1995 و 1996 على التوالي.

- 1997 جائزة مهرجان القاهرة الدولي الثالث للاغنية.

- 1999 منحت لقب سفيرة النوايا الحسنة لليونيسف.